# Jane Kamensky
Jane Kamensky – amerykańska historyk. Naukowo zajmuje się historią Ameryki Północnej i historią kultury.
Córka Donalda L. Kamensky’ego i Lois N. Kamensky. Urodziła się na Manhattanie. Stopnie B.A. i Ph.D. uzyskała na Uniwersytecie Yale odpowiednio w 1985 i 1993. Laureatka stypendium Mellon Fellow in the Humanities. W 1993 zaczęła wykładać na Uniwersytecie Brandeisa, gdzie pracowała przez dwie dekady. Była też profesorem Uniwersytetu Harvarda.
Za książkę A Revolution in Color: The World of John Singleton Copley (W.W. Norton) zdobyła New-York Historical Society’s Barbara and David Zalaznick Book Prize in American History, James Bradford Biography Prize of the Society for Historians of the Early American Republic i Annibel Jenkins Biography Prize of the American Society for Eighteenth-Century Studies.
W 1987 wyszła za mąż za D.J. Scannella Jr., analityka finansowego.

## Publikacje
- A Revolution in Color: The World of John Singleton Copley, W. W. Norton. 2016. ISBN 978-0-393-24001-6.
- "Boom and Bust: It's the American Way". The Los Angeles Times. July 20, 2008.
- The Exchange Artist: A Tale of High-Flying Speculation and America’s First Banking Collapse. Viking. 2008. ISBN 978-0-670-01841-3.
- Jane Kamensky; Jill Lepore (2008). Blindspot: by a Gentleman in Exile and a Lady in Disguise. Random House, Inc. ISBN 978-0-385-52619-7.
- Governing the Tongue: The Politics of Speech in Early New England. Oxford University Press. 1999. ISBN 978-0-19-513090-4.
- Jane Kamensky (1998). Nancy F. Cott, ed. The Colonial Mosaic: American Women 1600-1760. Oxford University Press. ISBN 978-0-19-512400-2.